# Rhagophthalmus ingens
Rhagophthalmus ingens är en skalbaggsart som först beskrevs av Leon Fairmaire 1896.  Rhagophthalmus ingens ingår i släktet Rhagophthalmus och familjen Rhagophthalmidae. Inga underarter finns listade i Catalogue of Life.